# Gladiolus vernus
Gladiolus vernus är en irisväxtart som beskrevs av Anna Amelia Obermeyer. Gladiolus vernus ingår i släktet sabelliljor, och familjen irisväxter. Inga underarter finns listade i Catalogue of Life.